# Teatro Drury Lane

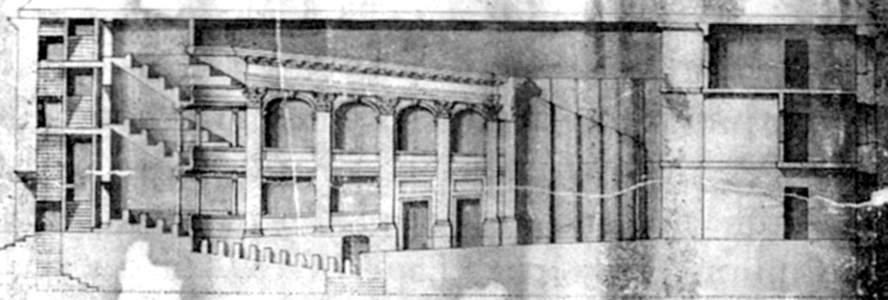
Corte transversal del Reatro Real de Drury Lane diseñado por Christopher Wren (1674)

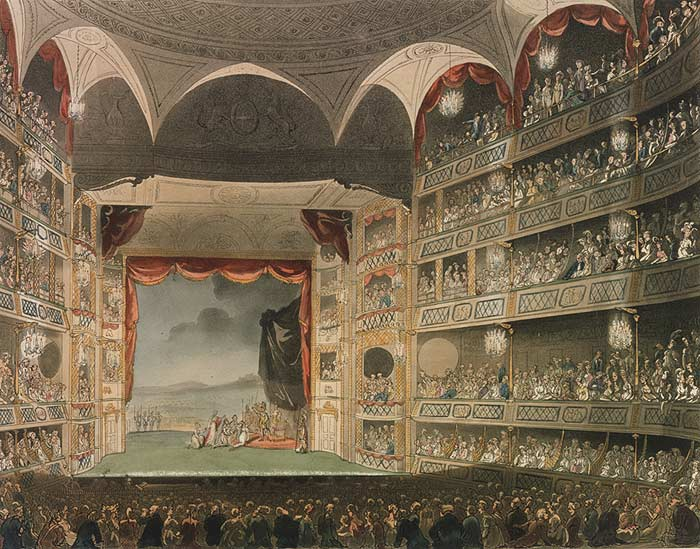
Interior del tercer teatro en 1808

El Drury Lane es el teatro más antiguo de los escenarios ingleses que aún sigue abierto y operativo. Se llama así por estar situado en Drury Lane, en Covent Garden, Londres.
Fue construido a petición de Thomas Killigrew en 1663 bajo el nombre de Theatre Royal de Bridges Street o King’s Playhouse, durante el reinado de Carlos II, en los primeros tiempos de la restauración monárquica. Entonces podían verse en él a comediantes de la talla de Nell Gwynne y Charles Hart. El edificio era una estructura de madera de tres niveles, de 34 metros de largo y 18 de ancho, que podía albergar una audiencia de 700 espectadores. Alejado de las grandes avenidas, para acceder al teatro había que hacerlo entre calles estrechas o pasadizos de los edificios circundantes. Fue consumido por el fuego en el gran incendio del 25 de enero de 1672. 
En 1674 un segundo teatro fue construido en su lugar por el arquitecto Christopher Wren. Desde 1747 hasta 1776 el gran actor shakespeariano David Garrick codirigió su actividad junto a James Lary. Pero más de un siglo después, en 1791, fue demolido y en 1794 reconstruido por Henry Holland con la ayuda del artista John Linell con mejoras contra incendios, a pesar de las cuales volvió a quemarse en 1809. De nuevo fue reconstruido en 1812.
Esta última versión del teatro era gigantesca, con capacidad de albergar 3.600 espectadores. La nueva tecnología lo había facilitado por medio de columnas de hierro que reemplazaban a las voluminosas de madera y sostenían cinco niveles de galerías. El escenario también era grande: 25 metros de largo y 28 de profundidad. Holland comentó que este teatro era más grande que ningún otro de Europa. Y a excepción de las iglesias, era el edificio más alto de Londres. Su popularidad empezó a declinar en los años 1840. En 1847 la dirección se confió al célebre y excéntrico director de orquesta y compositor francés Louis-Antoine Jullien (1812-1860), quien comprometió a Hector Berlioz como director de orquesta. De nuevo volvió a ser popular en la década de 1880 con espectáculos y melodramas diversos, sirviendo de plataforma para las exitosas carreras de Henry Irving y Ellen Terry. 
El edificio actual es el de 1812. Ha visto desfilar a artistas tan diversos como el actor shakespeariano Edmund Kean, la estrella infantil Clara Fisher, Dan Leno, el grupo cómico Monty Python (que grabó en él un espectáculo) y el compositor Ivor Novello. En la actualidad el teatro pertenece al compositor Andrew Lloyd Webber e interpreta habitualmente comedias musicales populares. 